# Distrito federal del Noroeste
El Distrito federal del Noroeste (en ruso: Северо-Западный федеральный округ) es uno de los ocho distritos de la Federación Rusa, formado por los siguientes once sujetos (entidades subnacionales): los óblast de Arcángel, Vólogda, Kaliningrado, Leningrado, Múrmansk, Nóvgorod, Pskov, las repúblicas de Carelia y Komi, el Distrito autónomo de Nenetsia, y San Petersburgo.  Limita al norte con los mares Blanco y de Pechora (ambos pertenecientes al mar de Barents, océano Ártico), donde posee los archipiélagos Tierra de Francisco José y Nueva Zembla, al este con el distrito del Ural, al sur con los distritos del Volga y Central, y al oeste con Bielorrusia, Letonia, Estonia, el mar Báltico y Finlandia. El Óblast de Kaliningrado se encuentra enclavado entre Polonia, Lituania y el mar Báltico.
Su capital es San Petersburgo. Desde el 1 de noviembre de 2003 el representante del presidente de Rusia en el distrito es Ilyá Klebánov.

## Composición territorial
| Distrito federal del Noroeste | Distrito federal del Noroeste | Distrito federal del Noroeste | Distrito federal del Noroeste | Distrito federal del Noroeste | Distrito federal del Noroeste                               |
|                               | Bandera                       | Sujeto federal                | Área (km²)                    | Población (enero de 2016)     | Capital                                                     |
| ----------------------------- | ----------------------------- | ----------------------------- | ----------------------------- | ----------------------------- | ----------------------------------------------------------- |
| 1                             |                               | Óblast de Arcángel            | 413 100                       | 1 129 908                     | Arcángel                                                    |
| 2                             |                               | Óblast de Vólogda             | 144 500                       | 1 187 660                     | Vólogda                                                     |
| 3                             |                               | Óblast de Kaliningrado        | 15 100                        | 976 569                       | Kaliningrado                                                |
| 4                             |                               | República de Carelia          | 180 500                       | 629 771                       | Petrozavodsk                                                |
| 5                             |                               | República de Komi             | 416 800                       | 856 631                       | Siktivkar                                                   |
| 6                             |                               | Óblast de Leningrado          | 83 900                        | 1 779 422                     | Ninguna San Petersburgo funciona como centro administrativo |
| 7                             |                               | Óblast de Múrmansk            | 144 900                       | 762 371                       | Múrmansk                                                    |
| 8                             |                               | Distrito autónomo de Nenetsia | 176 800                       | 43 855                        | Narian-Mar                                                  |
| 9                             |                               | Óblast de Nóvgorod            | 54 500                        | 615 642                       | Veliki Nóvgorod                                             |
| 10                            |                               | Óblast de Pskov               | 55 400                        | 642 494                       | Pskov                                                       |
| 11                            |                               | San Petersburgo               | 1400                          | 5 281 579 (2017)              | San Petersburgo                                             |